# Evangelische Stadtkirche (Wanfried)

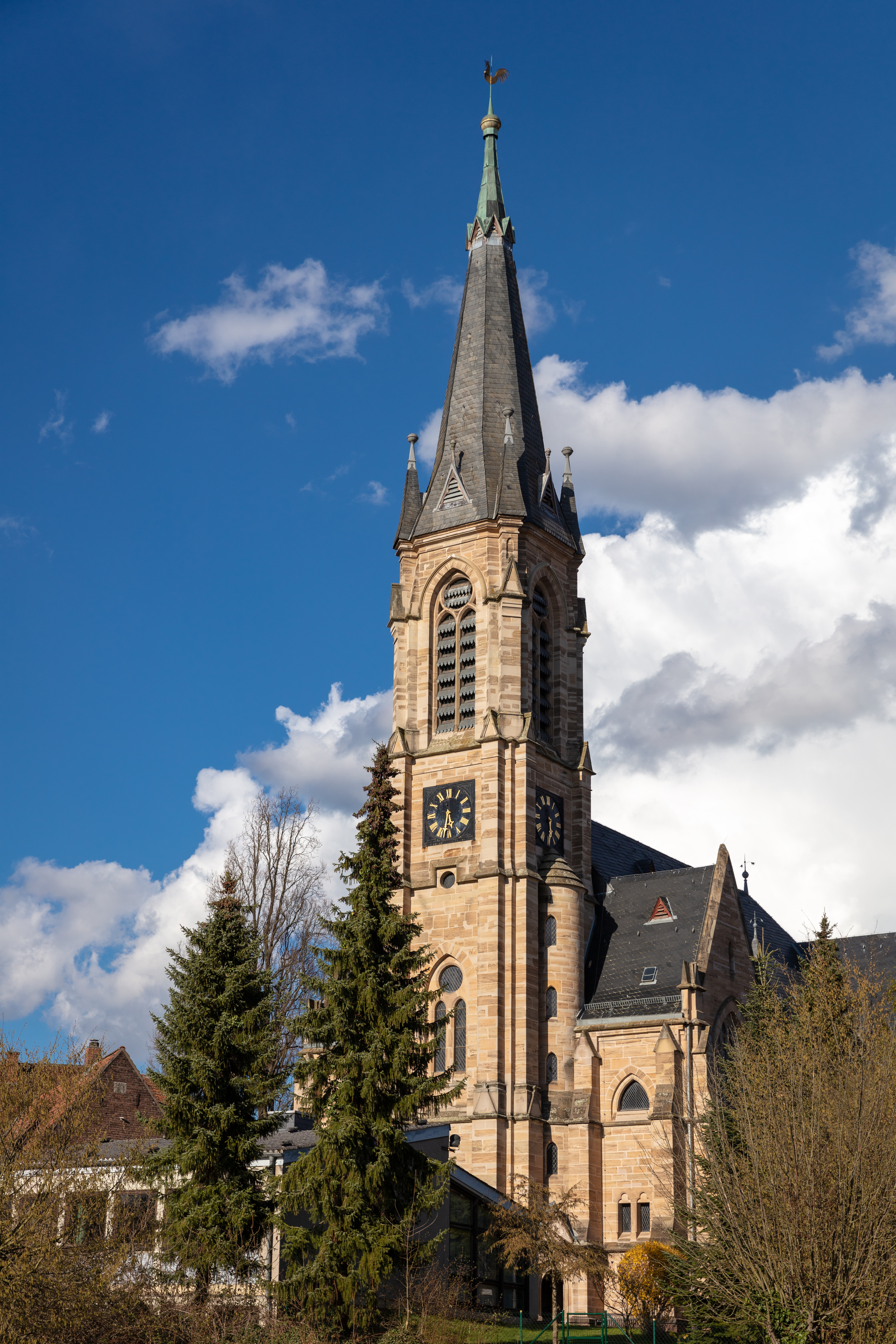
Evangelische Stadtkirche Wanfried

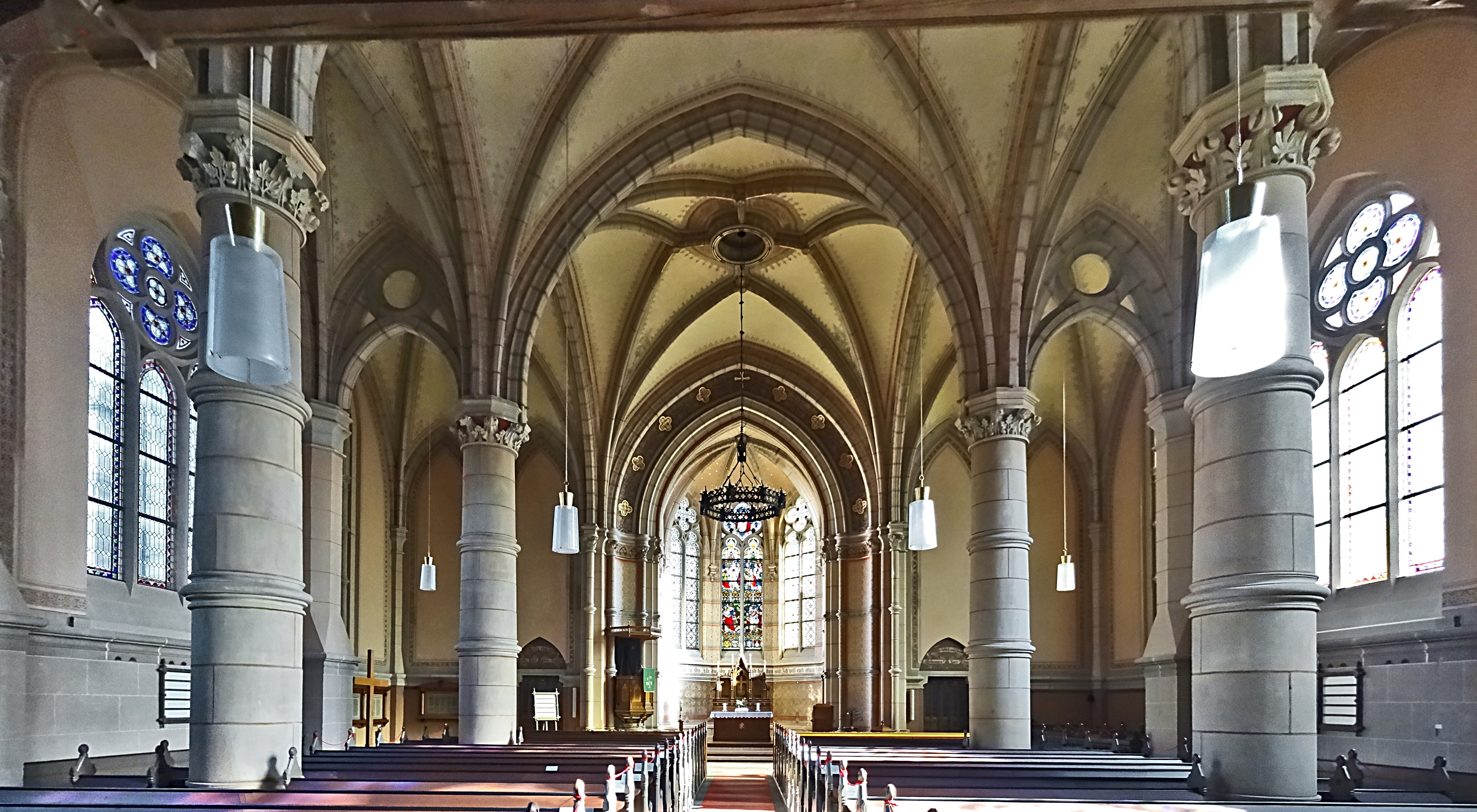
Innenansicht

Die Evangelische Stadtkirche in Wanfried, einer Stadt im Werra-Meißner-Kreis in Hessen, ist ein im neugotischen Stil gehaltener Sakralbau. Sie gehört zur evangelischen Kirchengemeinde Wanfried im Kirchenkreis Werra-Meißner der Evangelischen Kirche von Kurhessen-Waldeck. Architektur und Ausstattung sind nahezu stilrein und entsprechen dem Eisenacher Regulativ von 1861.

## Geschichte
An der Stelle, an der sich heute die Stadtkirche befindet, stand bis zu ihrem Abriss die St.-Veits-Kirche, die auch Vituskirche genannt wurde; sie ist zurückzuführen auf ein kleines, bereits im 7. Jahrhundert errichtetes Holzblockhaus als Kapelle.
In Ferdinand von Pfisters Kleines Handbuch der Landeskunde von Kurhessen aus dem Jahr 1840 wird für die St.-Veits-Kirche ein 800-jähriges Alter angegeben und vermutet, dass diese „[...] zum Theil, wie man glaubt, noch die Mauern Winfrieds [...]“ enthalte.
In der ersten Hälfte des 19. Jahrhunderts sprach sich der Landesbaumeister Mathei aus Eschwege aus wirtschaftlichen Erwägungen gegen eine Sanierung der Veitskirche und für einen Neubau aus. Initiator und wichtigster Förderer des Neubauprojektes war der königliche Kammerherr Karl Xaver von Scharfenberg. Baumeister war der königliche Regierungs- und Baurat Johann Adam Hermann Rüppel (* 17. November 1845 in Willershausen; † 16. Juli 1900 in Kassel), Schüler des in Wanfried gebürtigen Architekten und Baumeisters Georg Gottlob Ungewitter. Der Bau dauerte von 1884 bis 1888 und kostete 186.000 Goldmark (etwa 1.833.960 Euro).

### Pfarrer
Die Pfarrer der Evangelischen Stadtkirche waren:
- Erich Eisenberg (1. November 1935 – 30. November 1948)[10]
- Oswald Krause (1. Dezember 1948 – 30. September 1955), (zuvor 1. Oktober 1946 – 30. November 1948 Versehung)[11]
- Günter Bennewitz (1956 – ?)
- Rudolf Junghans (April 1979 – Februar 1982)
- Hanna Hossbach (1983 – 2007)
- Rosemarie Kremmer (seit 2007)

## Architektur
Die dreischiffige geostete Hallenkirche mit Querhaus ist ein Natursteinwerk im neugotischen Stil. Die Steine der Rippenansätze stammen aus Altenburschlaer, die der Pfeiler aus Madelunger Sandsteinbrüchen. Das Gewölbe wurde aus Tuffsteinen gefertigt.
Die Kirche hat eine quadratische Vierung und einen weiten Querrahmen. Fünf Schlusssteine machen das Gewölbe selbsttragend. Auf den Säulen sitzen fein gearbeitete Kapitelle. Die frühgotischen Formen wirken an einigen Stellen verspielt. Die Spitzen im Vierpass der Chorfenster überkreuzen sich, die Säulen weisen eine doppelte Wirbelung auf, die Blenden im Seitenschiff sind durchbrochen.

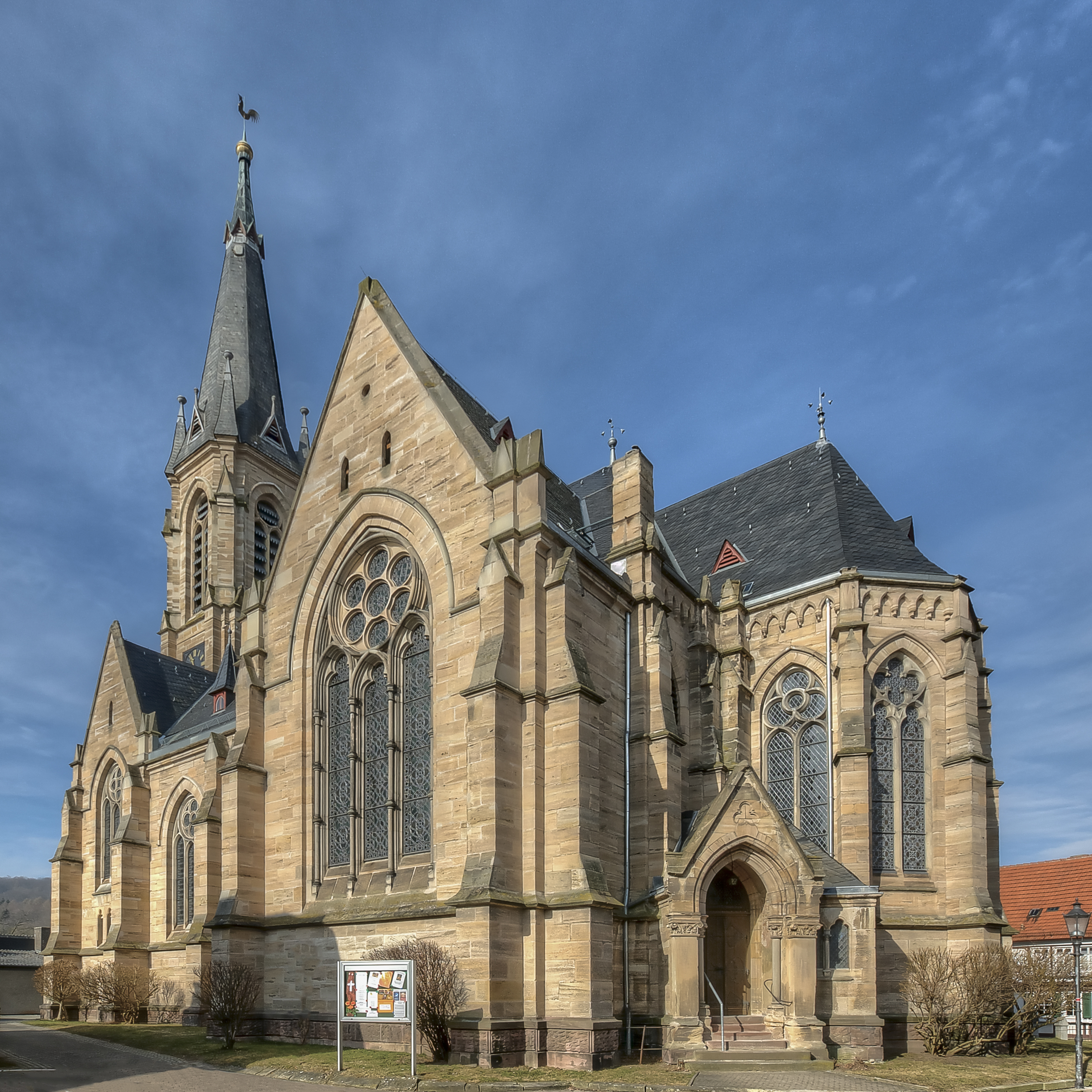
Südostansicht
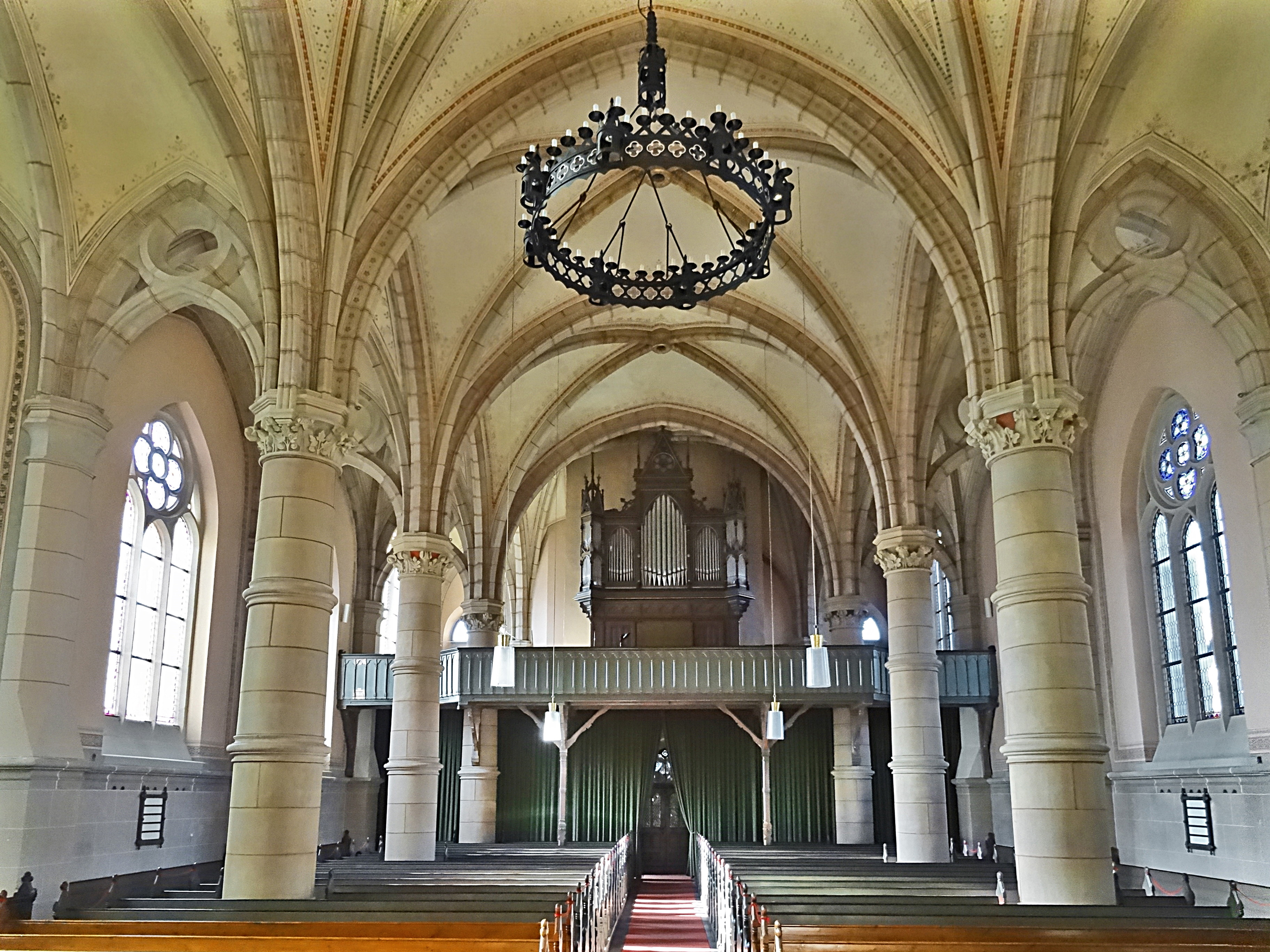
Innenraum mit Kronleuchter
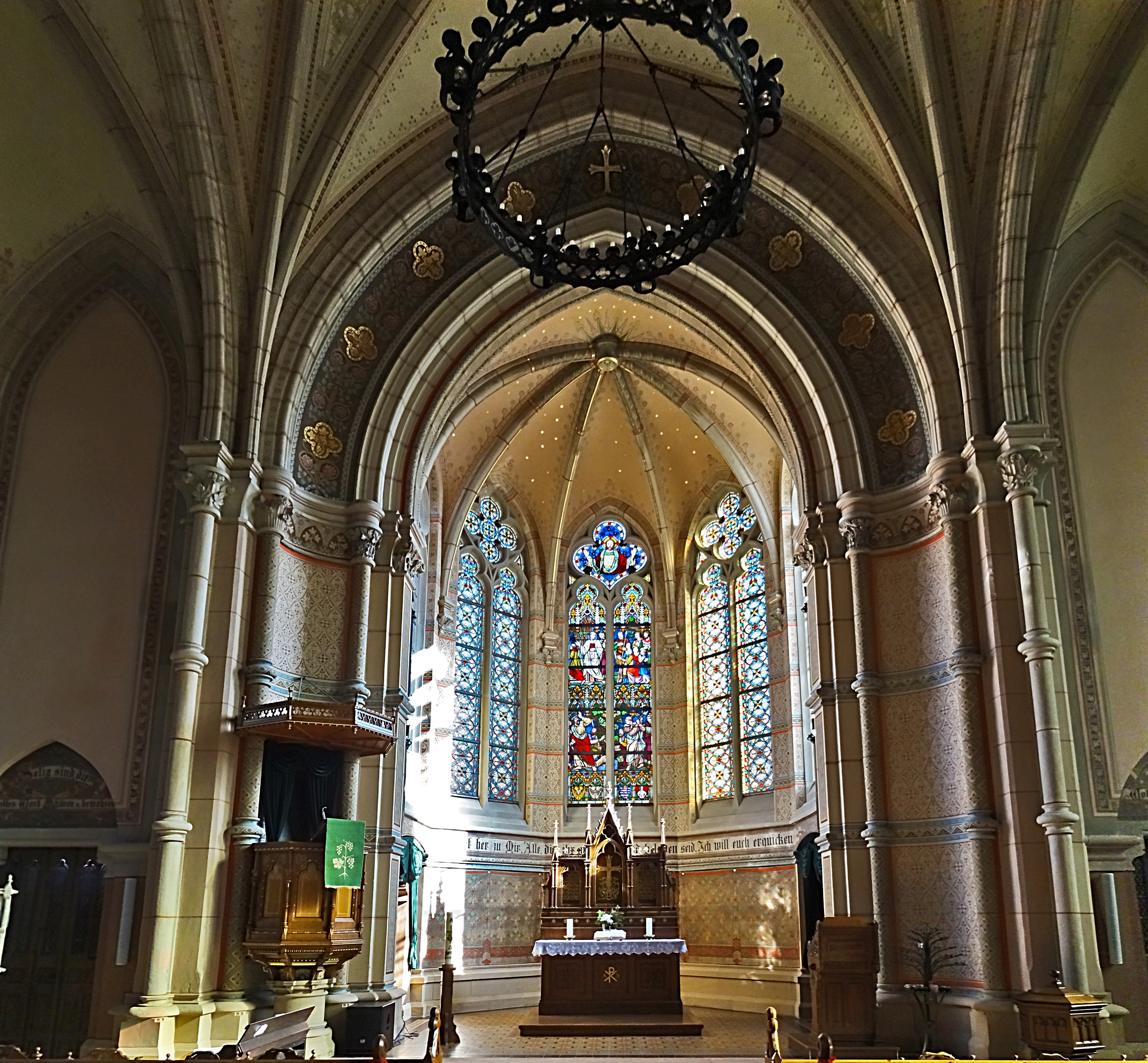
Chor

## Innenraum und Ausstattung

### Ornamentik

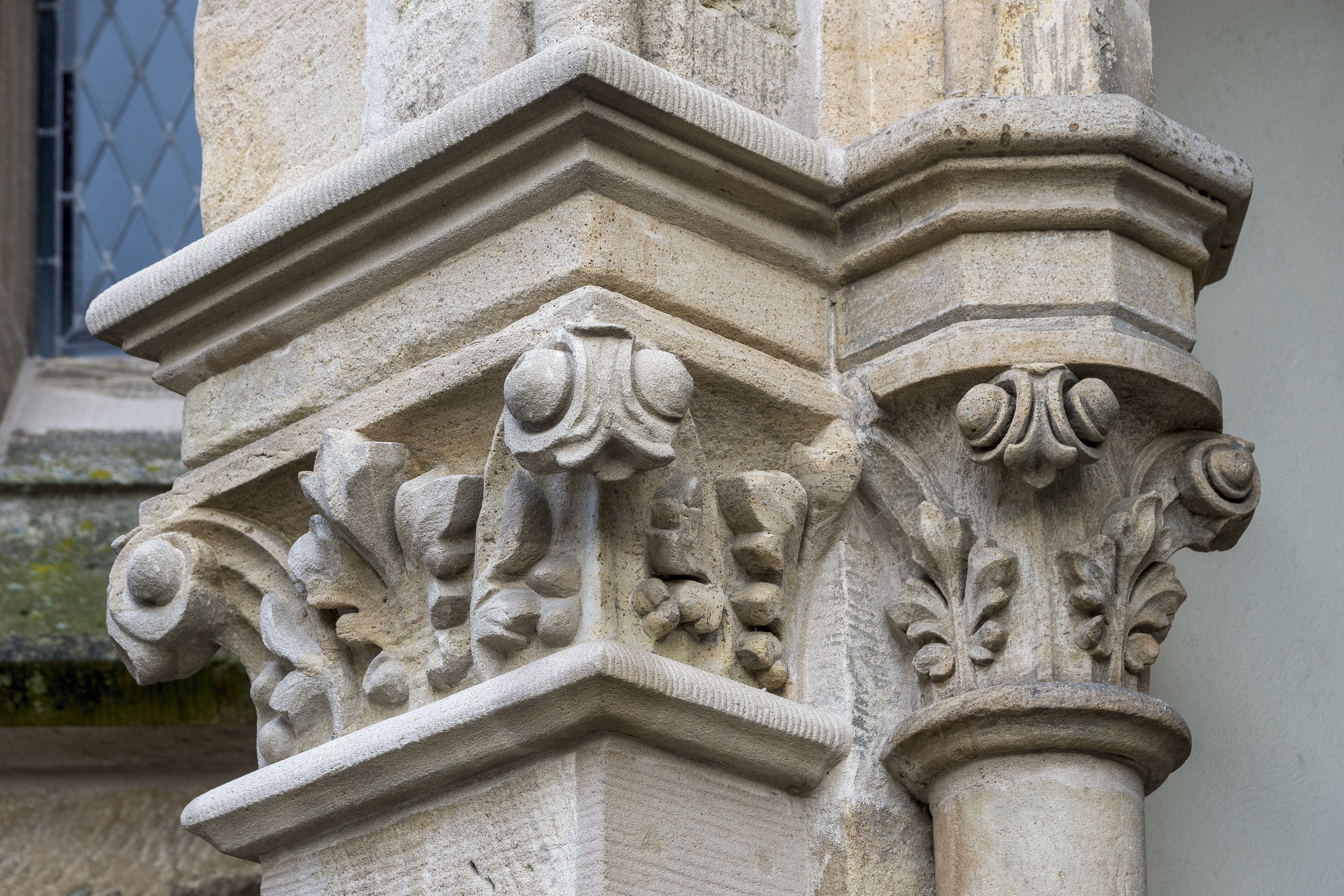
Kapitell Westseite

Die Ornamentik ist durchgängig in der Wand- und Deckenbemalung, in den Bleiglasfenstern, auf Gestühl, Altar und Kanzel sowie auf der Empore. Sie zeigt vor allem rankendes Weinlaub, aber auch Ähren, Efeu und Eichenlaub.

### Altar und Kanzel
Der aus Eiche gebaute und mit Schnitzereien im gotischen Stil verzierte Altar wird nur – dem Bilderverbot der reformierten Kirche folgend – durch ein aufgemaltes goldenes Kreuz ohne Corpus, umgeben von Ranken und Lilien, dekoriert.
Die Kanzel entspricht in ihrer Machart dem Altar. Der Schalldeckel ist gestaltet wie die Decken der Patronatsloge und der Sakristei.

### Patronatsloge
Rechts vom Altar befindet sich die Patronatsloge. Wände und Decke sind mit aufwändigen Schnitzereien, verzierten Holztäfelungen, Malerei und bemalter textiler Wandbespannung reich dekoriert. In den beiden Außenwänden befinden sich drei kleine Maßwerkfenster mit bunter Bleiverglasung, die auch das Wappen der Familie von Scharfenberg und das der Familie von Diergardt zeigen.

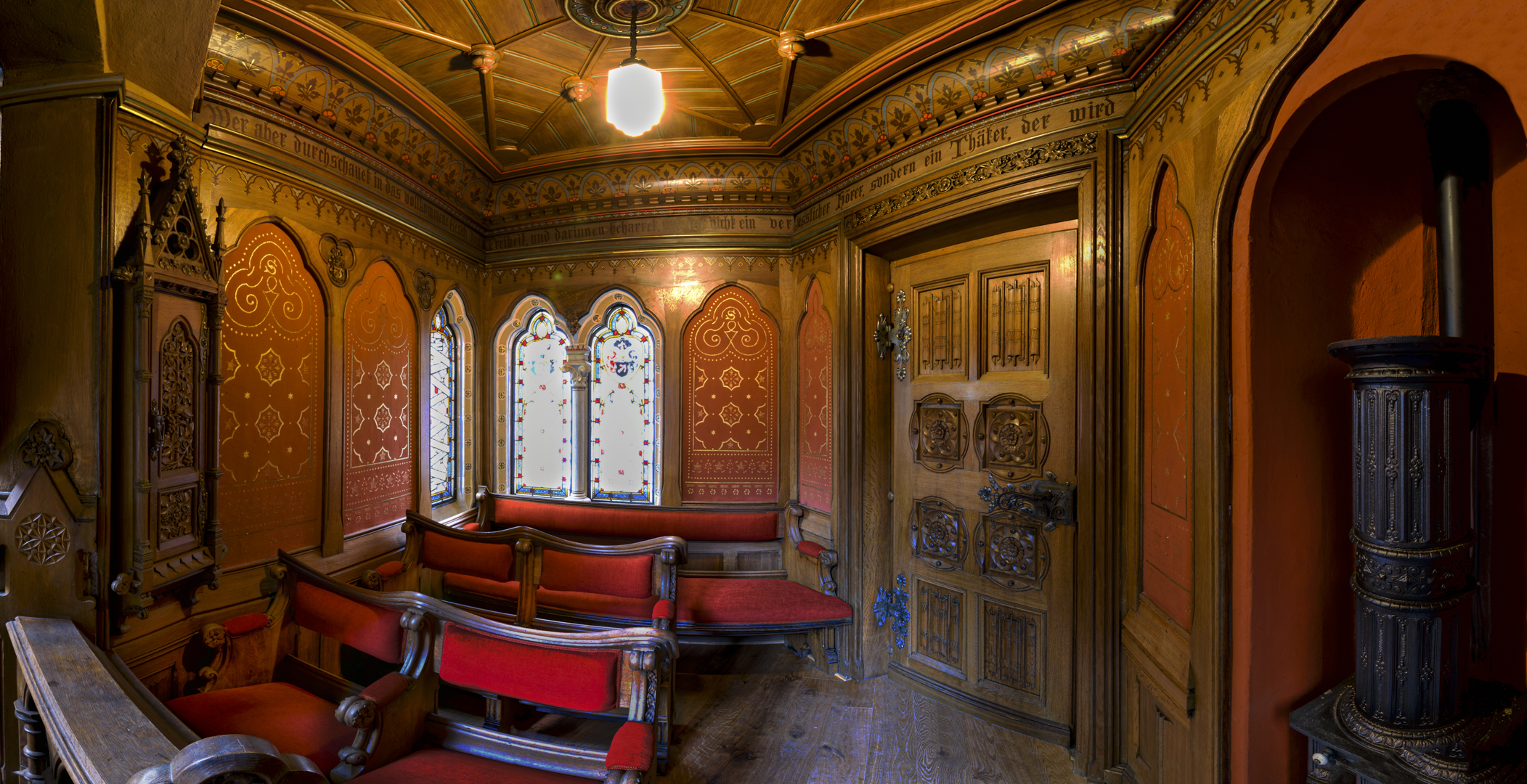
Patronatsstube
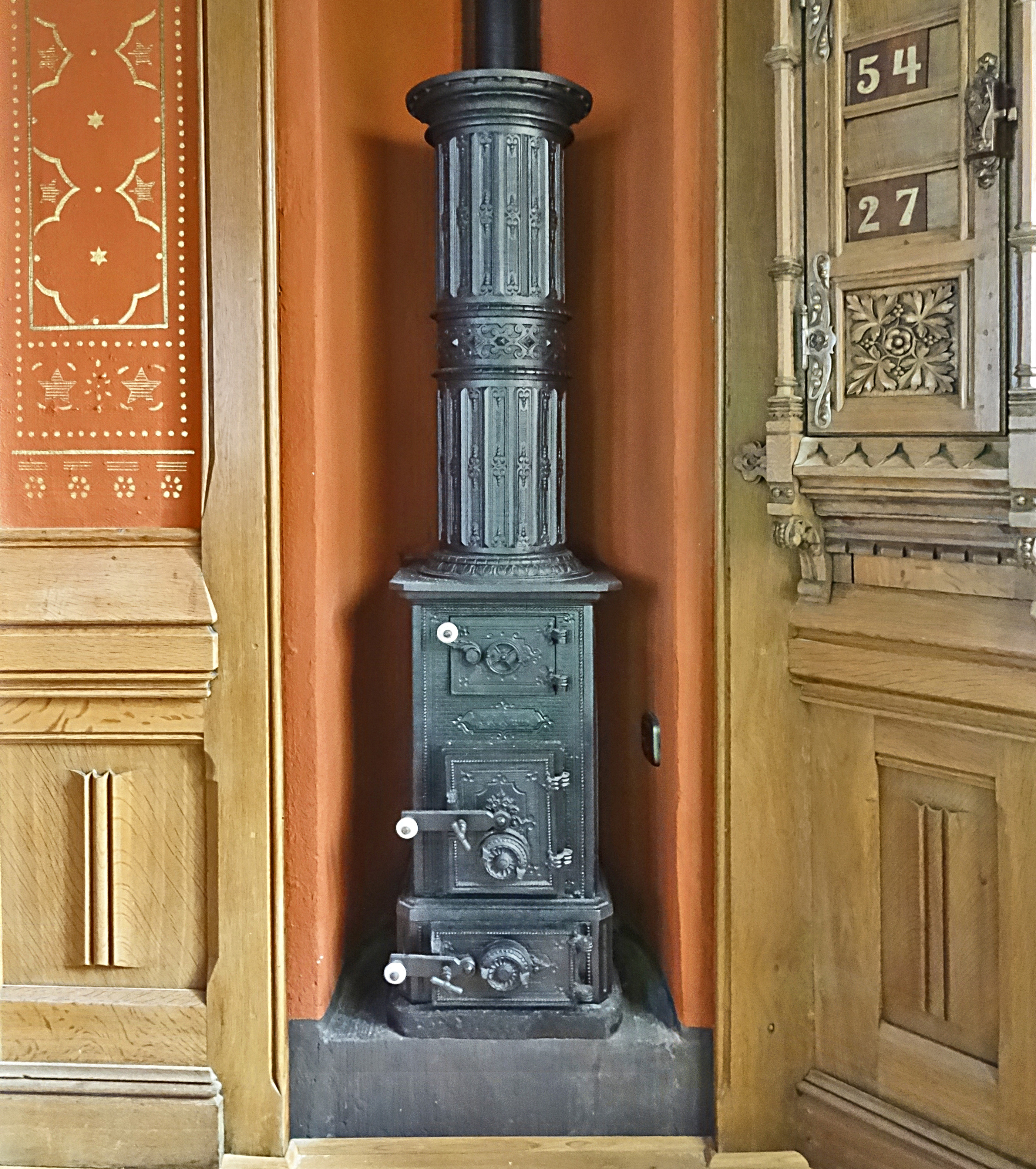
Guss-Ofen

### Kirchenfenster
Die Ausgestaltung der Maßwerkfenster mit Bleiverglasung wurde von der Glasmalerei-Werkstatt Ely (Nantes und Kassel) geschaffen. Von Westen her wird die Dekoration der Fenster in Richtung Chor immer dichter und reicher. Die kaleidoskopartige Ornamentik der großen Fenster im Querschiff ähnelt stark der Ornamentik in den Fenstern der Sainte Chapelle in Paris. Über dem Altar befindet sich das einzige Fenster mit bildlicher Darstellung, die oben den Christus zeigt, darunter Darstellungen aus dem Wirken des heiligen Bonifatius sowie die Wappen des Deutschen Reiches, Preußens, Hessens und das Stadtwappen Wanfrieds.

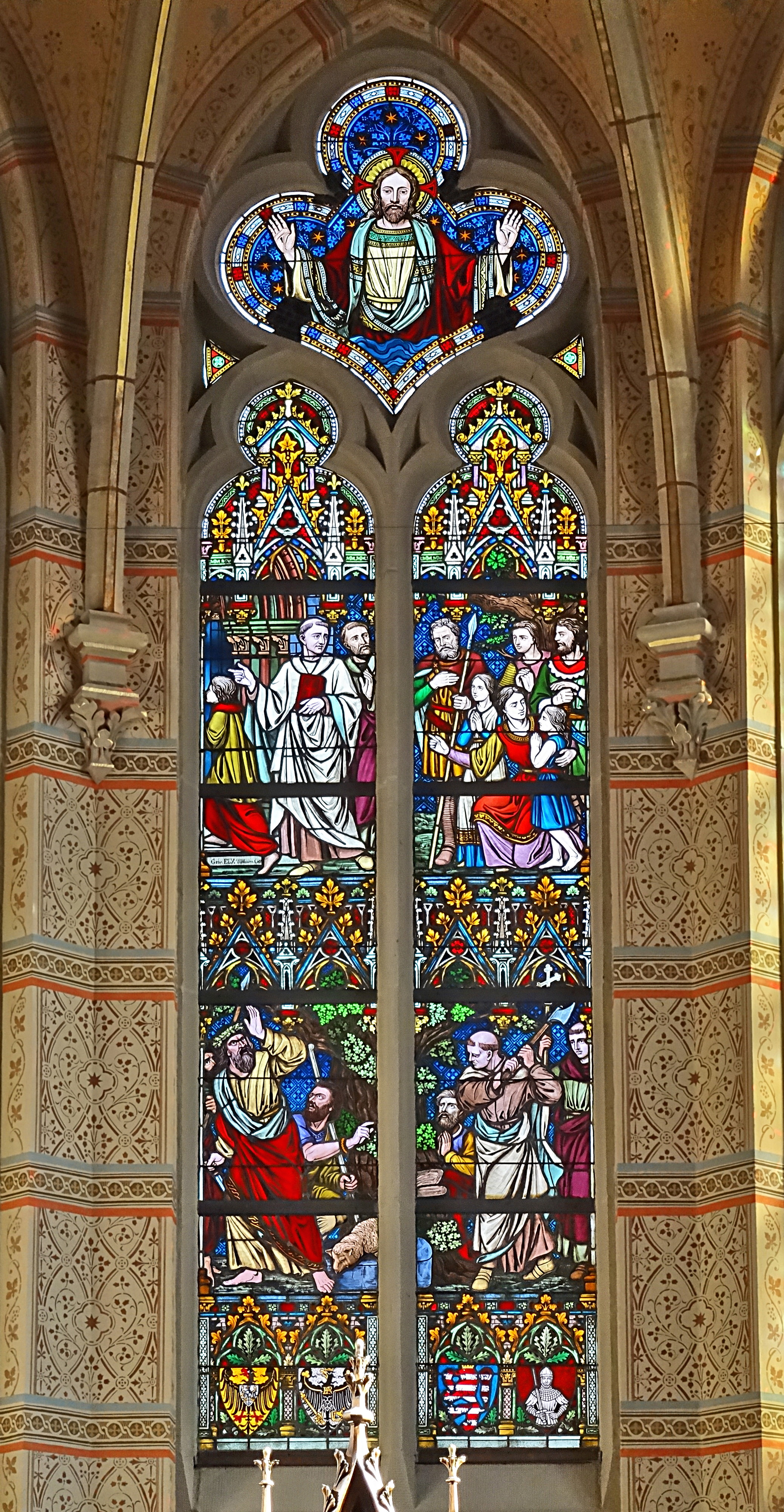
Altarfenster
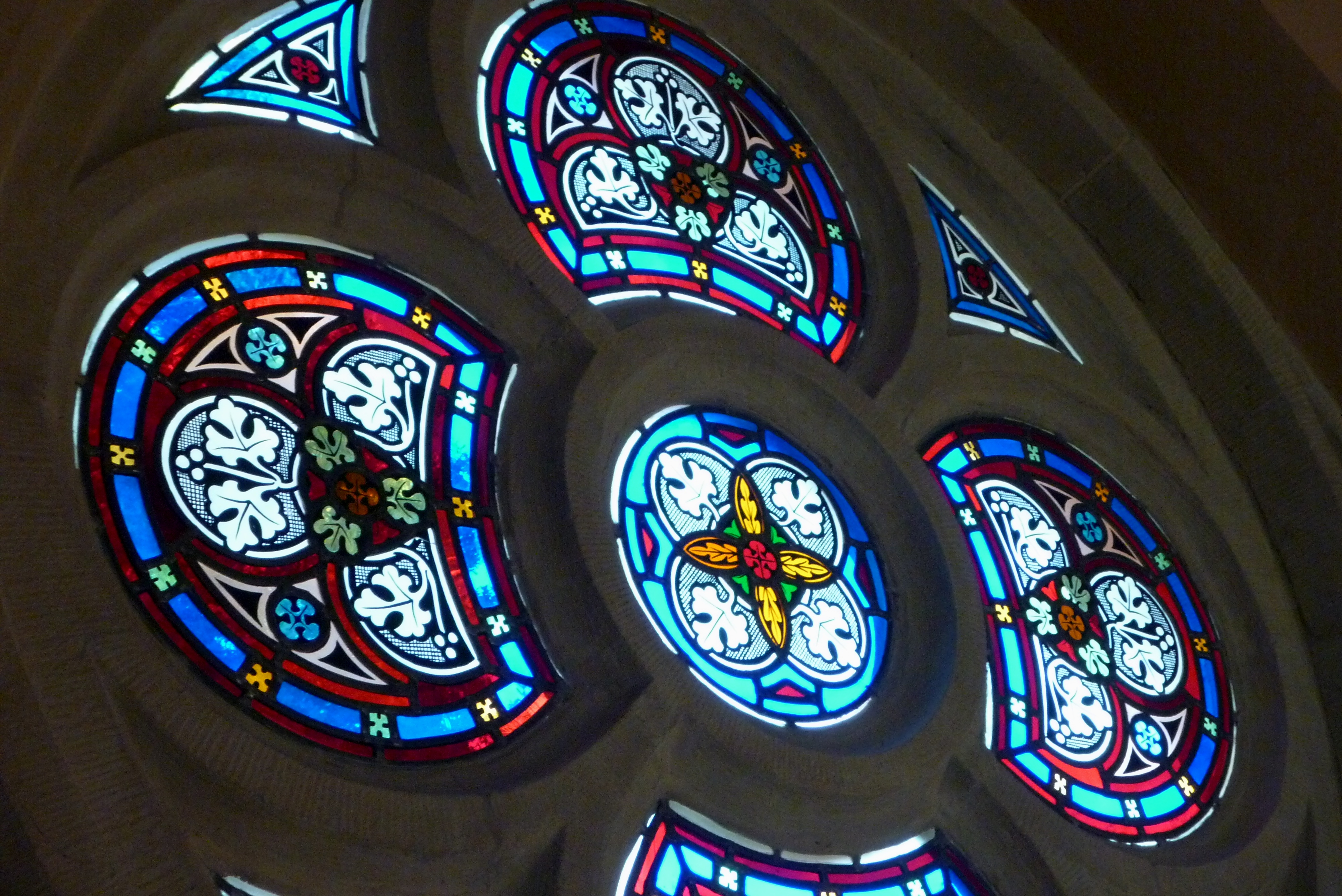
Detail Maßwerkfenster

### Epitaphe
Im Rückraum der Kirche hängen reich geschmückte Grabdenkmale aus Holz und Stein, unter anderem die steinerne Grabplatte des Wanfrieders Petrus Paganus (1532–1567), eines bedeutenden Literaten seiner Zeit. Paganus wurde 1560 in Wien zum poeta laureatus ernannt, dem lorbeergekrönten Dichter. Zu seinen bekanntesten Werken gehört eine elegische Ansprache an den gekreuzigten Christus.

### Gedenktafeln
Die Offset- und Steindruckerei Peter Israel und der Geschichtsverein Wanfried stifteten 1921 die Gedenktafeln für die Gefallenen der Befreiungskriege, des Deutsch-Französischen Krieges 1870/71 und des Ersten Weltkrieges, denen später jene des Zweiten Weltkrieges folgten. Es handelt sich hierbei um von Lithografen manuell beschriebene Drucksteine aus Solnhofer Schiefer.

## Orgel
Die Gebrüder Peternell aus Seligenthal bei Schmalkalden bauten die Orgel und stellten sie 1888 auf. Die Orgelwerkstatt Peternell war bekannt für ihre romantisch klingenden Orgeln. Passend zur reichen Ausmalung hob der Klang dieser Orgel die romantische Wirkung der Kirche noch hervor. Das Orgelgehäuse wurde in „neogotischer Manier“ gehalten. Das Instrument umfasst 1736 Pfeifen aus Zinn, Zink und Holz. Das Instrument hat 26 klingende Register auf zwei Manualen und Pedal.
Die ursprüngliche Intonation wurde in den 1960er Jahren der damals vorherrschenden neobarocken, obertönigen und grundtonarmen Klangvorstellung angenähert. Nach dem Wiederaufbau durch die Firma Krawinkel 1988/1989 wurde jedes Register neu intoniert, um den kraftvollen und gravitätischen Klang wiederzugewinnen. Die vormalige „romantische“ Intonation der historischen Register bildete die Grundlage für diese Maßnahme.
Die Einstimmung der Orgel erfolgte im Normalton a1: 439,7 Hz bei 15 °C.
2017 wurde die Orgel vom Schimmel gereinigt und eine Belüftung eingebaut. Die Schleifenzugmagnete wurden ersetzt und die Elektrik erneuert. Das Schleifladeninstrument hat heute eine mechanische Spieltraktur und eine elektrische Registertraktur. Die Disposition lautet:

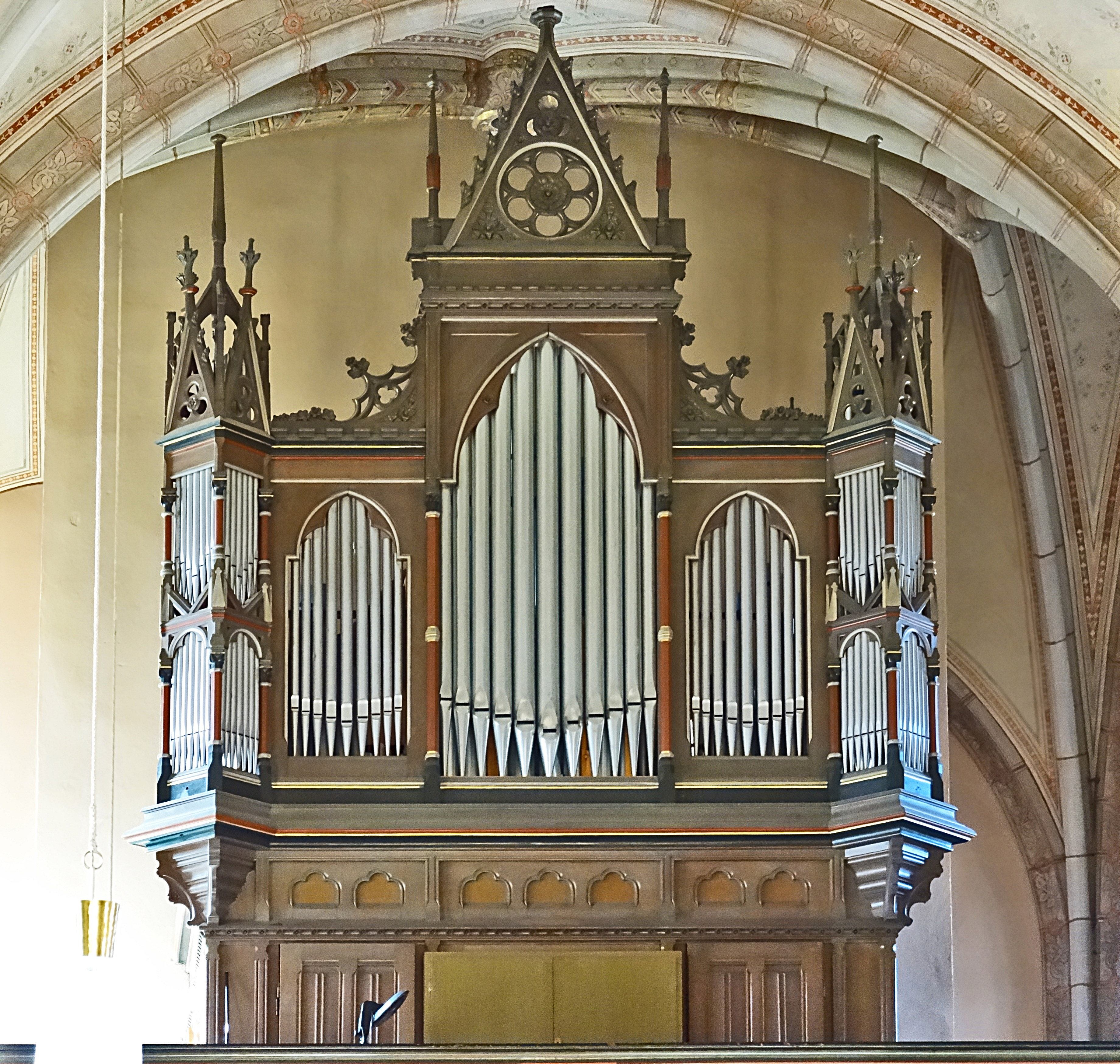
Innenansicht

| I Hauptwerk C–g3 |           |       |
| 1.               | Pommer    | 16′   |
| 2.               | Principal | 8′    |
| 3.               | Gedackt   | 8′    |
| 4.               | Octave    | 4′    |
| 5.               | Harpfeife | 4′    |
| 6.               | Quinte    | 2 ⁄3′ |
| 7.               | Octave    | 2′    |
| 8.               | Siffflöte | 1′    |
| 9.               | Mixtur V  | 1 ⁄3′ |
| 10.              | Trompete  | 8′    |

| II Schwellwerk C–g3 |                  |       |
| 11.                 | Lieblich Gedackt | 8′    |
| 12.                 | Quintadena       | 8′    |
| 13.                 | Principal        | 4′    |
| 14.                 | Rohrflöte        | 4′    |
| 15.                 | Piccolo          | 2′    |
| 16.                 | Quinte           | 1 ⁄3′ |
| 17.                 | Sesquialtera II  |       |
| 18.                 | Zimbel III       | 1′    |
| 19.                 | Schalmay         | 8′    |
|                     | Tremulant        |       |

| Pedal C–f1 |               |     |
| 20.        | Subbass       | 16′ |
| 21.        | Violon        | 8′  |
| 22.        | Gedackt       | 8′  |
| 23.        | Octave        | 4′  |
| 24.        | Nachthorn     | 2′  |
| 25.        | Rauschwerk IV |     |
| 26.        | Posaune       | 16′ |

- Koppeln: II/I, I/P, II/P

## Glocken

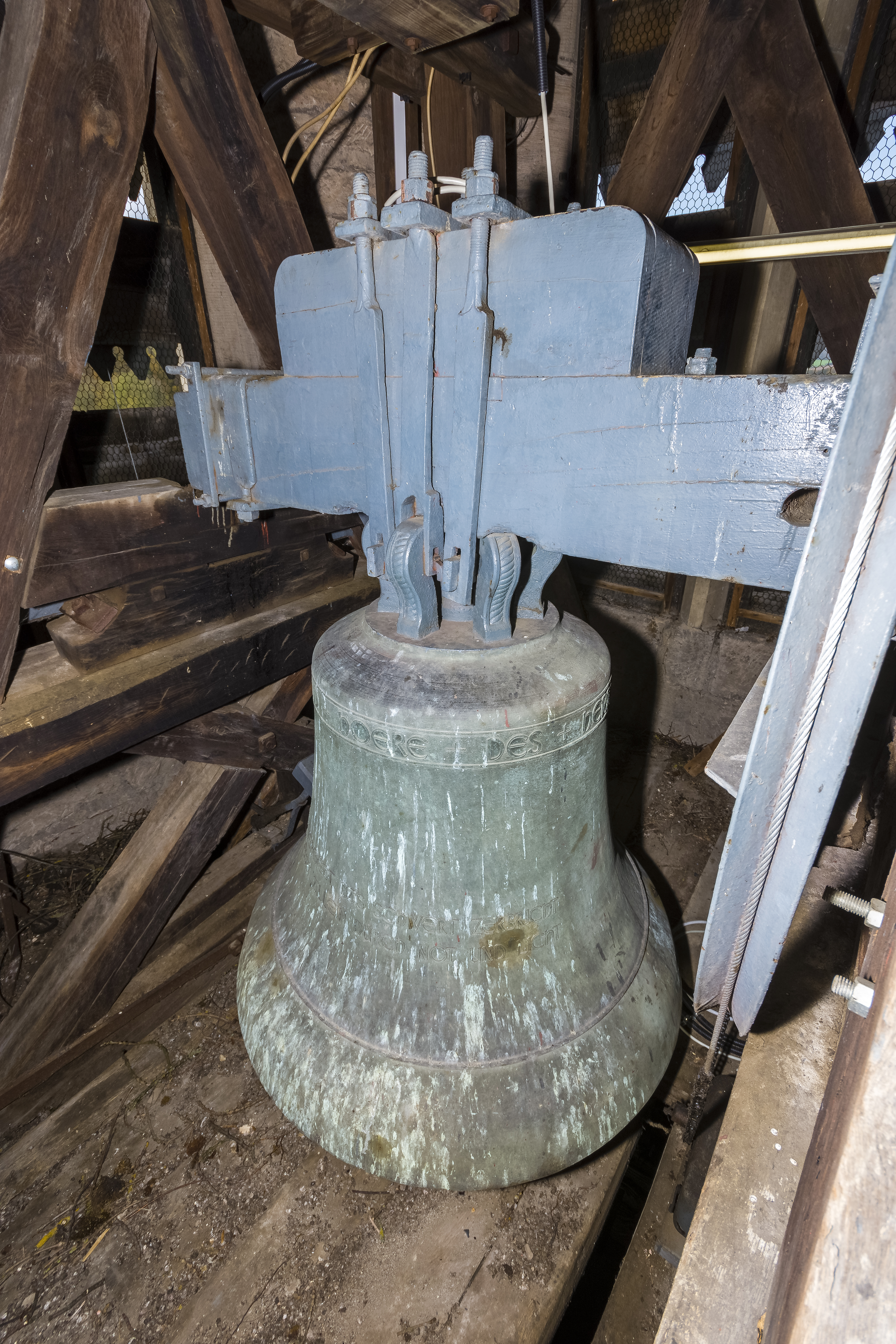
Große Glocke von 1950 im Jahr 2017
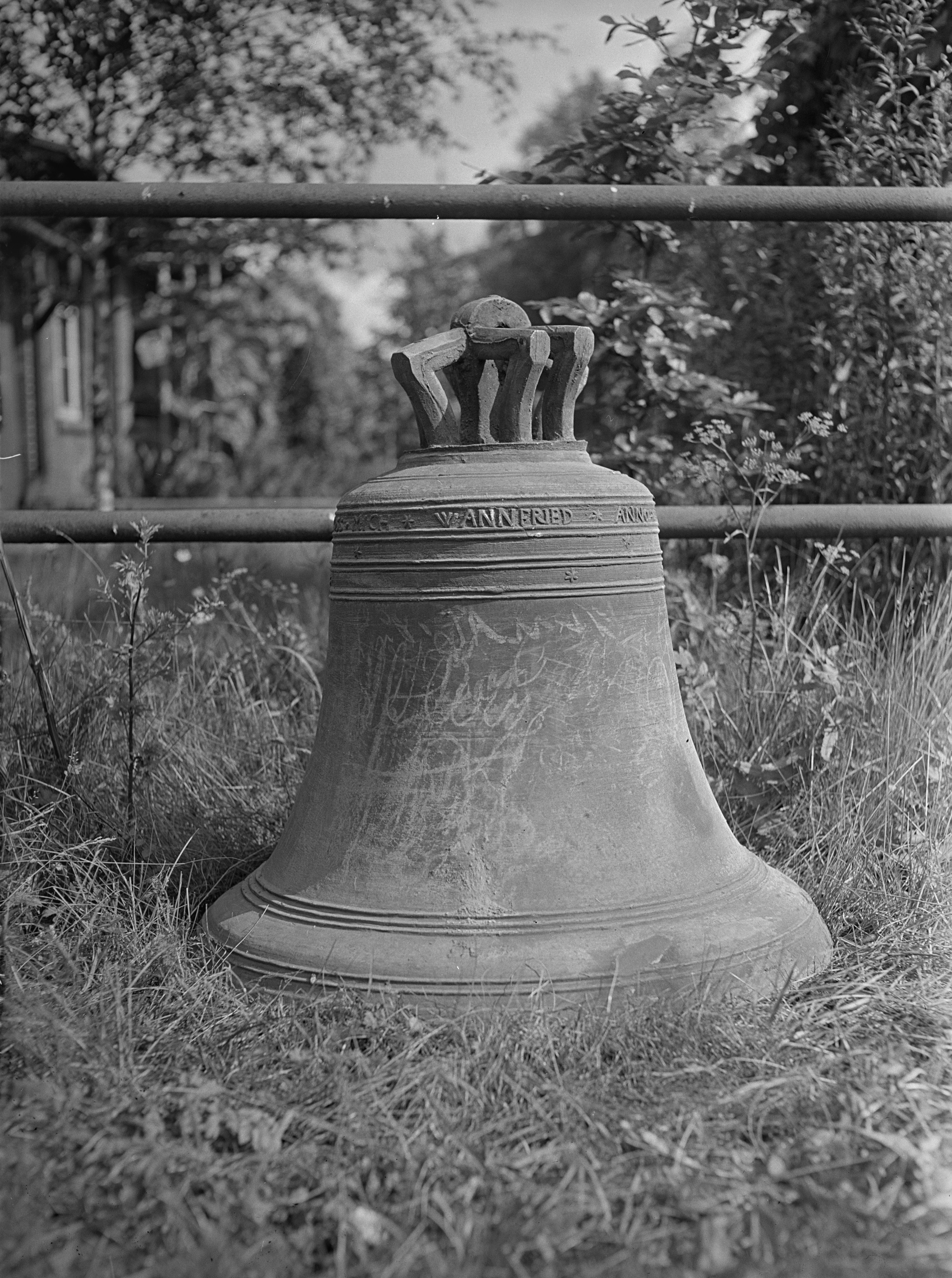
Glockenläuten der Evangelischen Stadtkirche in Wanfried am Samstag, den 14. März 2020 um 14.00 Uhr.
- Bild einer unidentifizierten Glocke der Evangelischen Stadtkirche Wanfried.

Der ca. 60 m hohe Turm der Kirche mit seinen vier großen, fensterähnlichen, zweiteiligen Schallöffnungen beherbergt drei Glocken, die im Glockenstuhl übereinander angeordnet sind. Es handelt sich hierbei um die große Glocke von 1950, die mittlere Glocke und die kleine Glocke von 1950.
Auch die St.-Veits-Kirche verfügte bereits über drei Glocken. Überliefert sind zwei Glocken aus dem 15. Jahrhundert und eine dritte Glocke aus dem Jahr 1503. Auf dieser im Jahr 1503 geweihten Glocke hieß es am Hals zwischen zwei Inschriften in gotischen Majuskeln (Stricklinien):

„A & O (Alpha und Omêga) W.†.†.†. Anno: M.D.III.“

Die Inschrift war zu Beginn des 20. Jahrhunderts bereits nur noch schwach zu lesen. Der Ton der Glocke war auf „h“ eingestimmt.
1723 wird die mittlere Glocke (Elfuhrglocke) in Mühlhausen durch den Glockengießer Keßler umgegossen. Die Kosten hierfür betragen 115 fl. 7 alb. 4 hlr.
Sie hat folgende Umschrift:

„Joh. Phil. Langius nec. non

Joh. Werner Langius, Consules

Hane Campanam Fundi

Tudit me et n. dir. Gottl. Kessler

Moheh. Anno M. D. C. C. XXIII.“

Die große Glocke der St.-Veits-Kirche musste im Jahr 1742 in Folge eines Sprungs umgegossen werden. Mit dem Umguss wurde der Glockengießer Petri zu Allendorf an der Werra betraut. Während des Umgusses wurde die Rathausglocke aufgehängt. Zum feierlichen Akt des Glockengusses begaben sich Pfarrer Krause, Bürgermeister Rübesam, der Rat und Vertreter der Wanfrieder Bürgerschaft mittels Schiff nach Allendorf. Einige Tage danach überbrachte ein Bote von Allendorf die Nachricht, dass der Guss misslungen sei und die Glocke nochmals umgegossen werde müsse – diesmal ohne Beisein von Bürgermeister und Rat. Die Kosten des Umgusses betrugen 61 fl. 30 alb.
Am 29. September 1815 erfolgte ein erneuter Umguss der großen Glocke durch die Gebrüder See aus Langensalza im Gärtchen vor der Brauerei.
Sie trug daraufhin die Umschrift:

„Herr Amtmann Heuser, Pfarrer Biphardt, der Herr Bürgermeister Wilhelm Stichtenoth und Wilh. Schocke. Die Lebendigen rufe ich, die Todten hinläute ich, Gott und Menschen diene ich. Gebrüder See goßen mich. Wanfried, am 29. September 1815.“

Am 7. September 1884 fand in der alten St.-Veits-Kirche ein feierlicher letzter Gottesdienst statt. Bereits am folgenden Tag wurde mit den Abbruch der Kirche durch Zimmermeister Eduard Holzapfel aus Eschwege begonnen. Für die Bauzeit der neuen Kirche wurde im Schloss Wanfried ein Raum als Notkirche eingerichtet und die Glocken in einem hergerichteten Schuppen auf der Grube aufgehängt. Nach Abschluss der Bauarbeiten läuteten die Glocken erstmals am 5. Oktober 1888 vom Turm der neuen Kirche.
Im Juli 1901 erfolgte ein Umguss der großen Glocke von 1815, da diese beim Trauergeläut für Kaiser Friedrich gesprungen war. Sie trägt folgende Inschriften:
Am Fries:

„Gegossen von M. und O. Ohlson in Lübeck.“

Auf der Vorderseite:

„Wanfried, Juli 1901.

Georg Bippart, Pfarrer. Theodor Gerlach, Bürgermeister.

Kirchenältesten:

v. Scharfenberg

W. Zumben

L. Knierim

J. Günther

Das große Presbyterium:

I.A.

Arthur Israel

Georg Ungewitter

Georg Stück“

Rückseite:

„Die Lebenden rufe ich

Die Toten hinläute ich.“

Sowohl im Ersten Weltkrieg als auch im Zweiten Weltkrieg wurden einige Glocken der Kirche im Rahmen der Metallspende des deutschen Volkes zerschlagen und eingeschmolzen.
Am 6. Juli 1917 wurden die große Glocke von 1901 (Umguss der Glocke von 1815) und die Glocke von 1503 im Kirchturm zertrümmert und aus diesem herabgeworfen. Nach Einschätzung des damaligen Bezirkskonservators war die Glocke von 1503 aufgrund ihrer Ornamentierung und Linienführung eine der schönsten und interessantesten des Regierungsbezirks Kassel in der Provinz Hessen-Nassau und von hohem kulturhistorischen Wert.
Nach dem Ersten Weltkrieg wurden zur Beschaffung von zwei neuen Glocken Spenden gesammelt. Im Rahmen dieser Spendenaktion gingen Spenden aus Wanfried, ganz Deutschland und von ehemaligen Wanfriedern aus den USA ein. Am 30. September 1921 wurden zwei neue Glocken am Wanfrieder Bahnhof in Empfang genommen.
Die neuen Glocken, von denen die große über 20 Zentner, die kleine 8 Zentner wiegt, sind in der Glockengießerei von E.W. Rincker in Sinn hergestellt. Die Glocken trugen folgenden Inschriften:
Große Glocke
Vorderseite:

„Mein Mund soll des Herrn Lob verkünden.“

Rückseite:

„In schwerer Zeit durch Sturm und Not, Erstand ich durch der Schwester Tod,

Durch Heimatliebe, Opferfreude - Nur „Friede“ sei mein Bittgeläut.“

Kleine Glocke
Vorderseite:

„Bete und arbeite.“

Rückseite:

„Fürs Vaterland wurden wir hingegeben - Erstanden aus Trümmern zu neuen Leben.“

Am 11. Dezember 1921 um 9:45 Uhr zogen unter dem Läuten der einen alten Glocke, Kirchenvorstand, Presbyterium und Vereine vom Rathaus aus zur Kirche. In seiner Weiherede wies Pfarrer Bötte auf die Bedeutung und Inschriften der Glocken hin. Darauf sprach er den von Wilhelm Pippart gedichteten Weihespruch:

„Dies ist der Glocken-Weihespruch Den uns der Herr gegeben:

Was Not und Tod in Stücke brach,

Erstand zu neuem Leben

Statt Sturmgesang - statt Kriegsgeschrei

Erklingen Friedenslieder,

Hoch von dem Turm grüßt traut und treu

Die Heimatglocke wieder.

Froh tönt von Spruchumrankten Erz

Durchs Heimattal aufs neue,

Von Haus zu Haus von Herz zu Herz,

Des Höchsten Segensweihe.

Und wenn sie ruft im frohen Sang

Durch unser Erdenleben,

Zum Dankgebet, mit Jubelklang:

O, Herr, du hasts gegeben!

Und wenn sie läutet hell und klar,

An unschuldsreiner Wiegen,

Und wenn sie tönt am Traueraltar:

So sei´s des Herrn Fügen!

Doch wenn sie klagt in trüber Zeit,

Wenn uns von Gott beschieden

Der Dornenkranz- das Herzeleid:

O, Herr, wir sind´s zufrieden!

Und wenn sie schmerzdurchzittert klingt

Am stillen Totenschreine,

Ein Schwert durch unsre Seele dringt:

So kommt´s von Gott alleine!-

Sie soll auch mir in Freud und Leid

Das leben fromm verschönen

Und- muß es sein- zu jeder Zeit

Als Sterbeglocke tönen.

So künde wahr, so klinge klar,

In Glück und Sorgenschwere!

Doch nur allein und immerdar

Dem Herrn - dem Herrn zur Ehre!

So segne - segne - Herr und Gott,

Die Heimatglocke heute:

Ihr Sang - dein Lied, Herr Zebavth,

Dein Lob- und Dankgeläute!“

Sodann wies der Redner auf die durch den Geschichtsverein Alt-Wanfried initiierte Gedenktafel hin und führte aus, dass die gebrachten Opfer des Krieges nicht vergebens gewesen seien, wenn die Mahnung der Gefallenen beherzigt und befolgt, Treue gegen das eigene Ich, gegen den Nächsten, gegen Volk und Vaterland bezeugt würden. Bei der Enthüllung der Gedenktafel salutierten die Fahnen. In diesem Augenblick und zur Ehrung der Gefallenen setzen die Glocken zum ersten Mal mit vollem Geläut ein. Die Feierlichkeiten wurden unter der Mitwirkung der Stadtkapelle, des Bürgergesangvereins Gemütlichkeit und des gemischten Chores abgehalten. Mit dem gemeinschaftlich gesungenen Harre, meine Seele erreichte die Feier ihr Ende.
Der Wanfrieder Heimatdichter Wilhelm Pippart dichtete anlässlich der Glockenweihe das Gedicht Die ersten Glockenschläge, das ebenfalls im Rahmen des Weihgottesdienstes vorgetragen wurde.

„Drei Engel segnen vom Heimatturm, Drei Glockenschläge im Wetterturm:

Der erste Schlag in schmerzvollem Leid, Den Toten den Toten in Dankbarkeit,

Der zweite Schlag dem hastenden Leben, Als Mahnruf, als Weckruf dahingeben.

Der dritte Schlag aus segnender Hand, Zum Schutze der Heimat - in einem Klang

Als erdenversöhnender Engelgesang.“

Seit 1938 werden die Klöppel der Glocken mit elektrischen Strom in Bewegung gesetzt. Zuvor mussten die Glocken mit langen Seilen in Schwung gebracht werden. Letzter Glöckner war Christian Herwig, der am 1. April 1938 für sein 25-jähriges Dienstjubiläum als Glöckner der evangelischen Kirche geehrt wurde.
Im Januar 1945 wurden erneut zwei Glocken in Stücke zerschlagen und aus dem Turm geworfen. Über fünf Jahre hinweg war somit nur noch eine Glocke in der Wanfrieder Kirche zu hören. Durch einen Spendenaufruf an die Bevölkerung konnten Anfang 1950 zwei neue Glocken bei der Glockengießerei Rincker in Sinn bestellt werden, die am 15. Dezember 1950 nach Wanfried geliefert wurden. Die große Glocke hat einen Durchmesser von 1190 mm und ein Gewicht von 1043 kg. Ihr Ton ist auf „e“ gestimmt. Die kleine Glocke hat einen Durchmesser von 900 mm und ein Gewicht von 622 kg. Ihr Ton ist auf „g“ gestimmt.
Die Inschrift der großen Glocke lautet:

„Gewalt vergeht, das Schwert zerbricht,

Gott führt allein durch Not und Licht.

Oh Land, Land, Land, höre des Herrn Wort.“

Die Inschrift der kleinen Glocke lautet:

„Läute Glocke, läute Friede,

Läute Ruh in jedes Herz,

Endet einst mein Tag hienieden,

Läute du mich himmelwärts,

Jesus Christus gestern und heute,

und derselben auch in Ewigkeit“

Am Heiligen Abend des Jahres 1950 wurden die beiden neuen Glocken zum ersten Mal geläutet. Probst Johannes Gess aus Eschwege weihte sie, nachdem Pfarrer Oswald Krause den Weihespruch verlesen hatte.

## Galerie

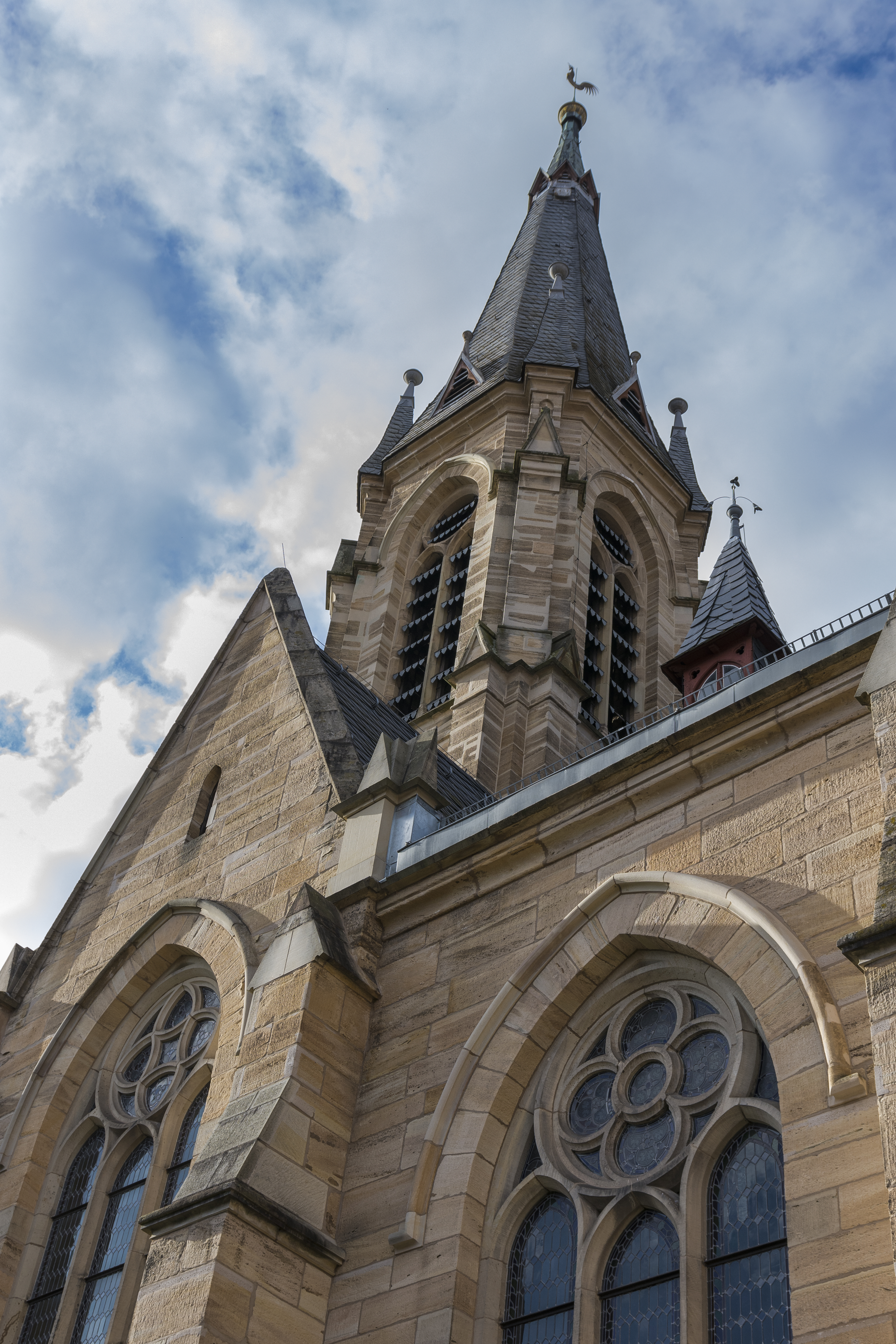
Turm
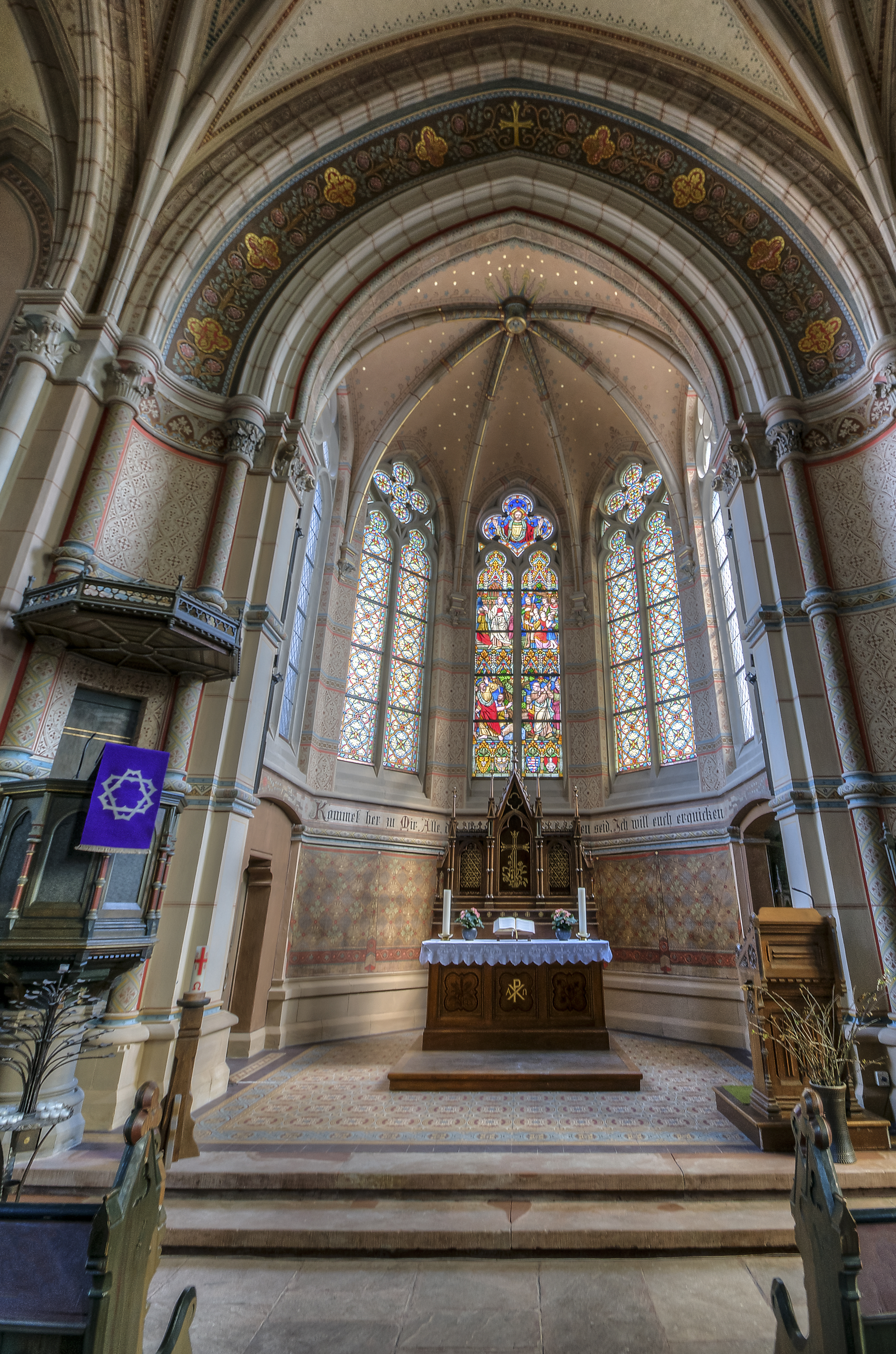
Chorraum
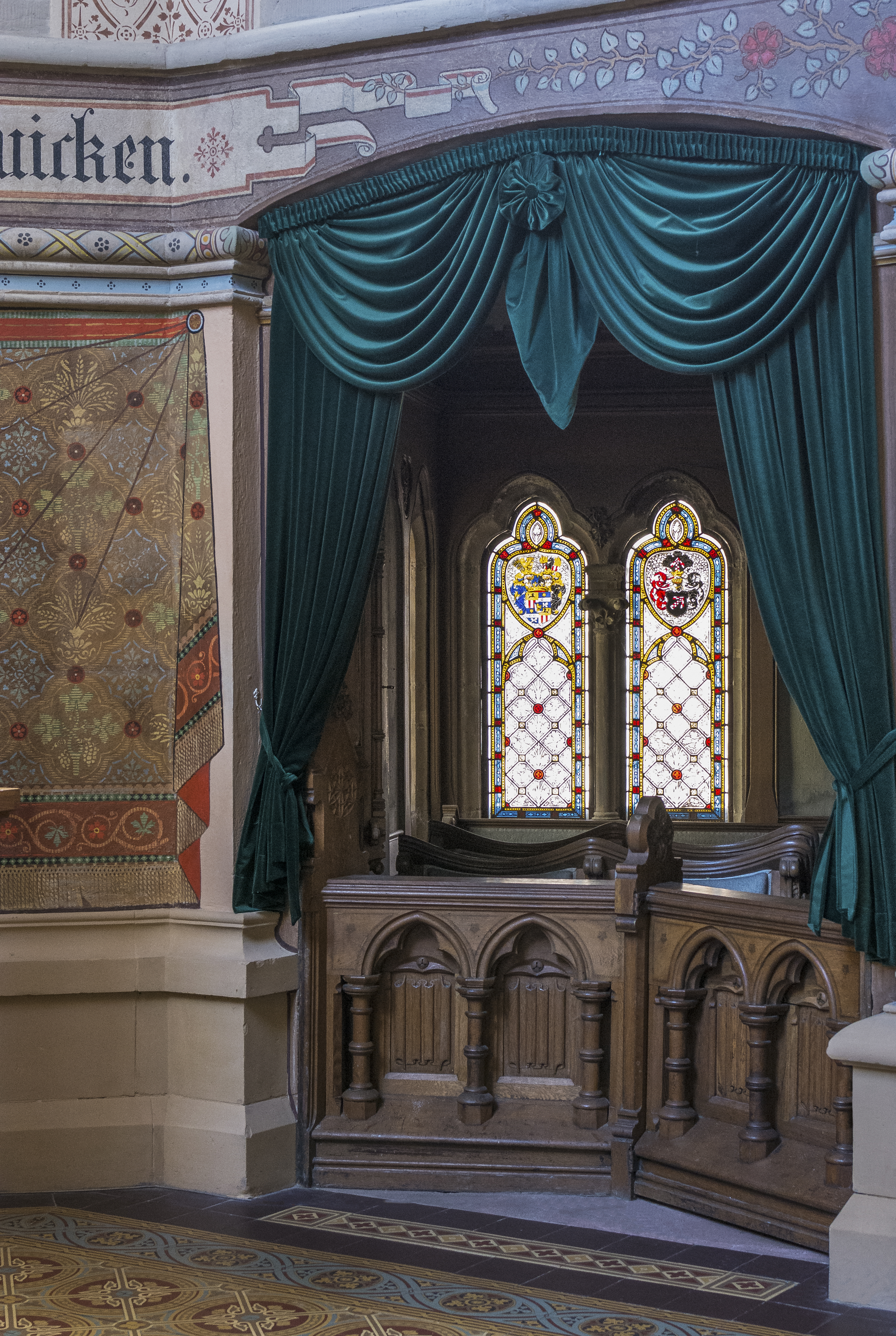
Patronatsloge
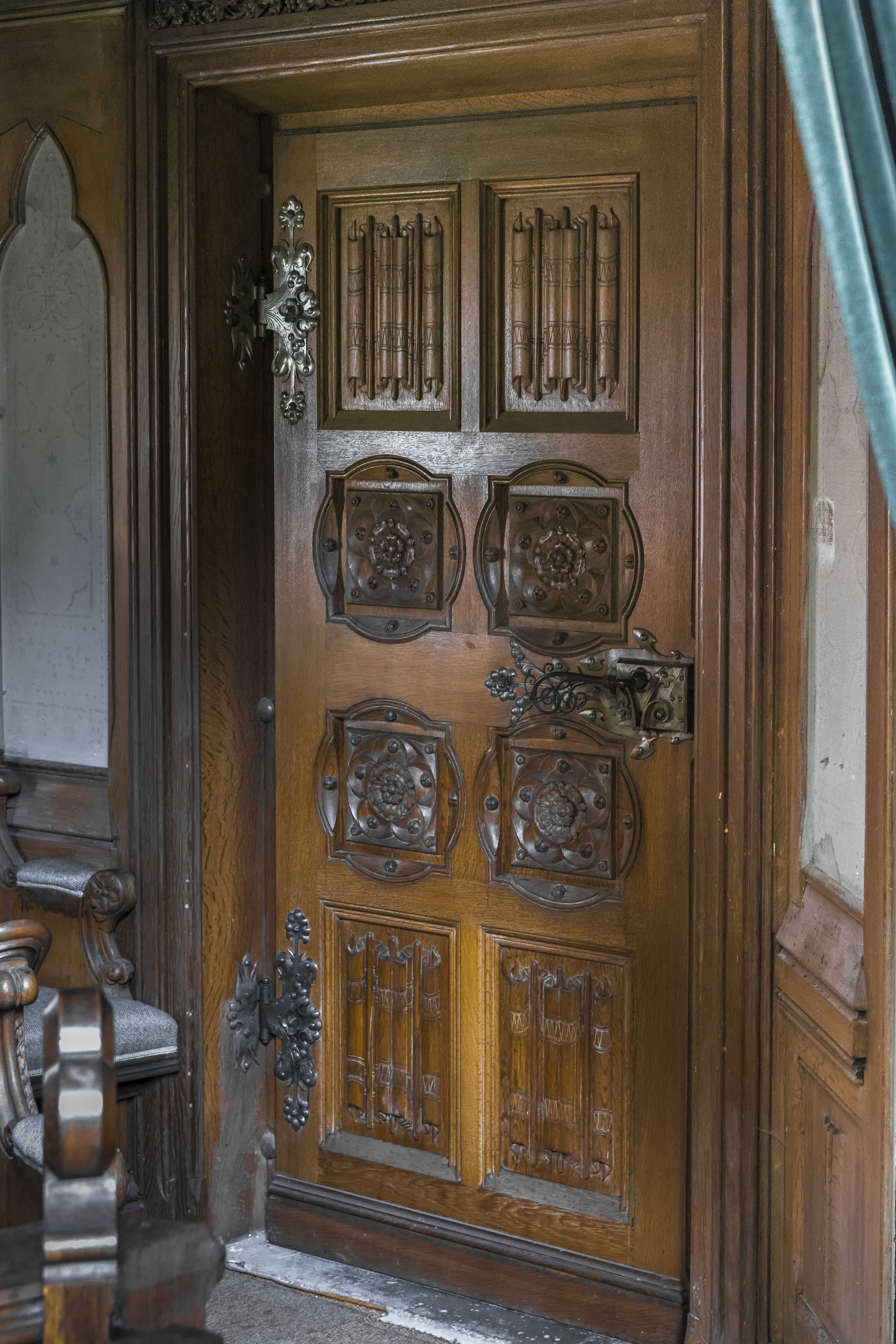
Eingang Patronatsloge
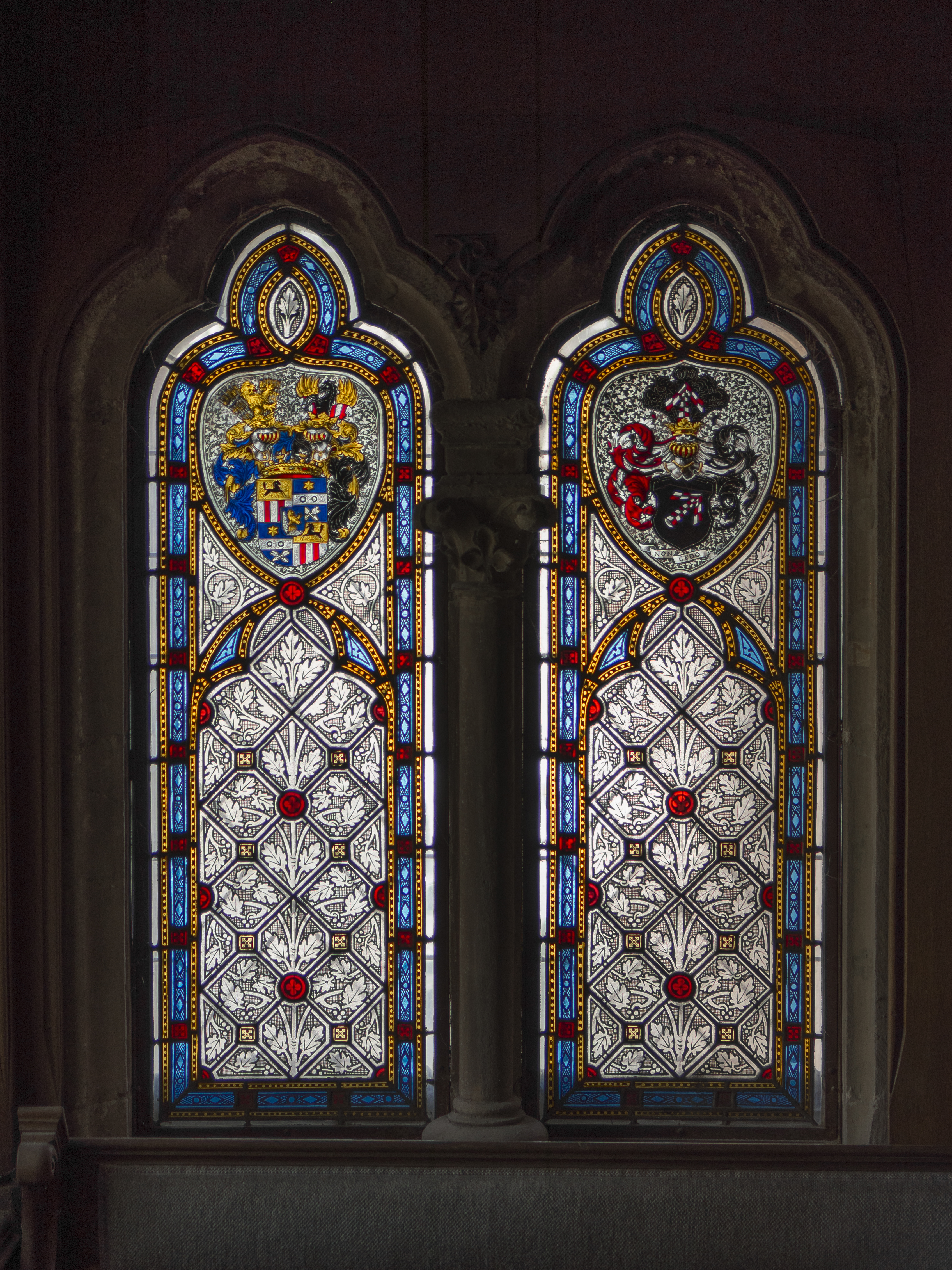
Bleiglasfenster Patronatsloge
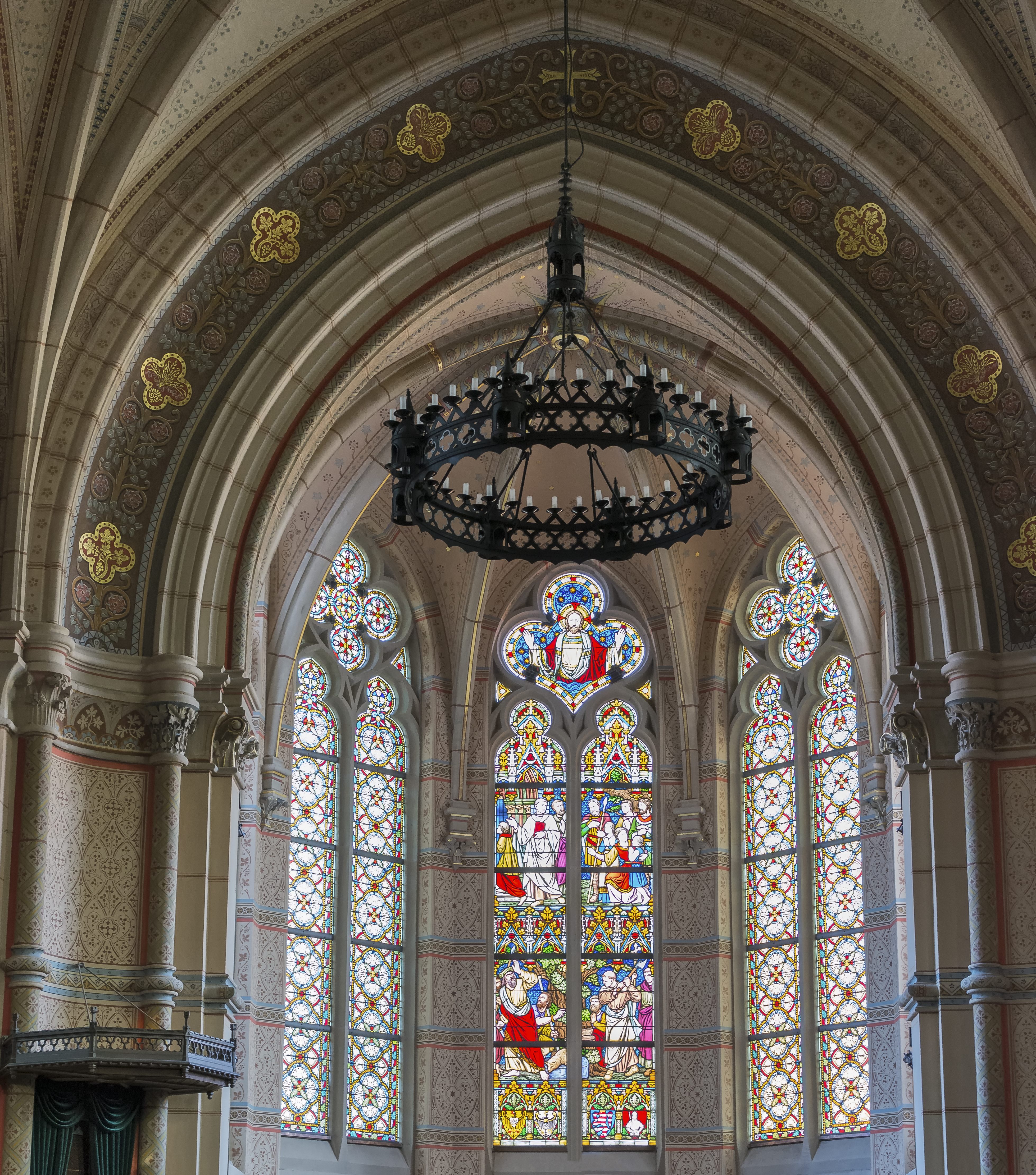
Chorraumfenster